# إيما كوكي
إيما كوكي (بالإنجليزية: Emma Cooke)‏ هي نبالة أمريكية، ولدت في 7 سبتمبر 1848 في فايتفيل في الولايات المتحدة، وتوفيت في 22 يناير 1929 في واشنطن العاصمة في الولايات المتحدة.

## وصلات خارجية
- إيما كوكي على موقع اللجنة الأولمبية الدولية (الإنجليزية)
- إيما كوكي على موقع أوليمبيديا (الإنجليزية)